# Sportdryck

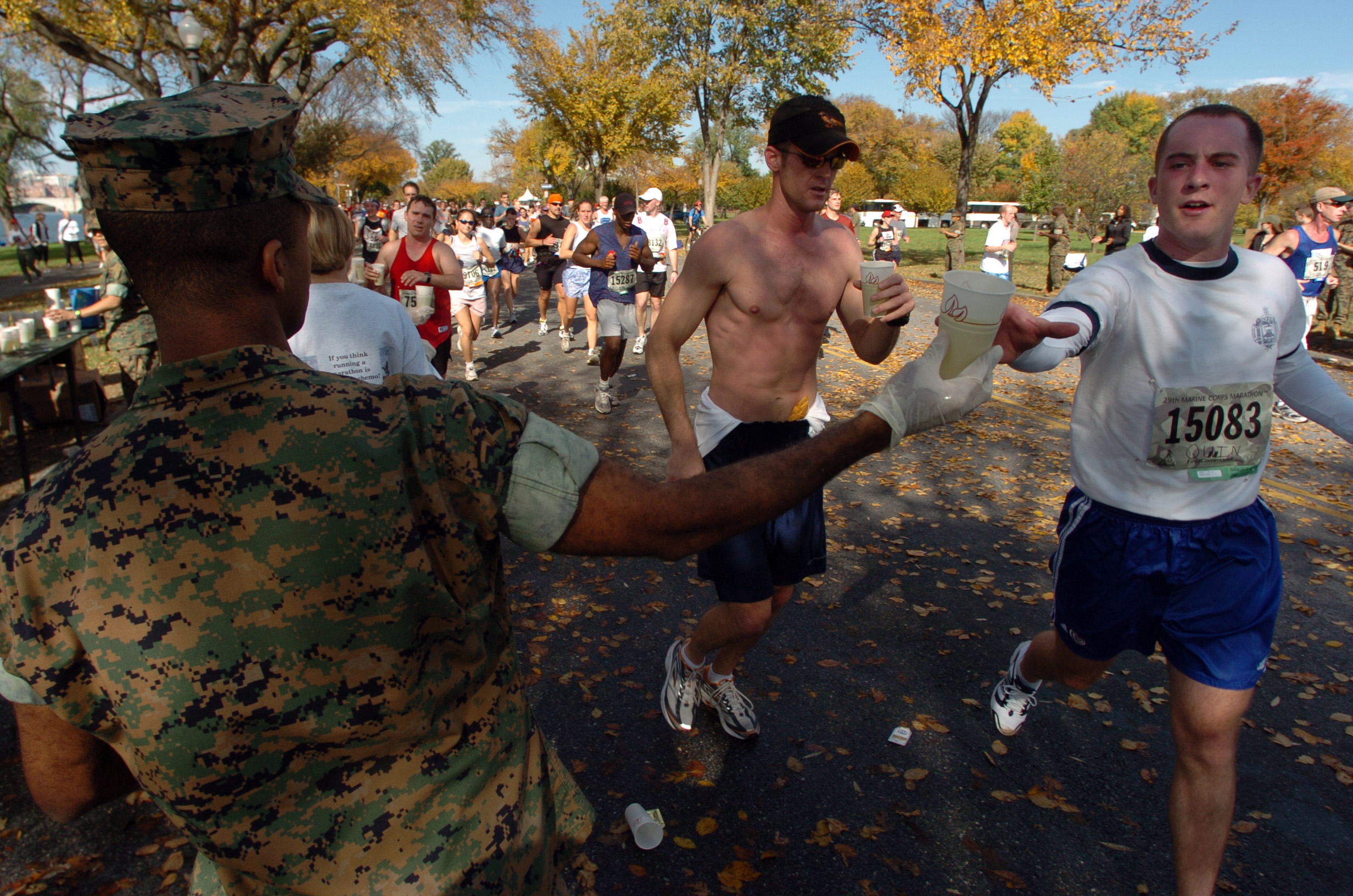
Langning av sportdryck och vatten under amerikanska marinkårens maraton.

Sportdryck är en typ av dryck som framför allt innehåller vatten, enkla sockerarter, ofta maltodextrin och elektrolyter, vid fysisk ansträngning förbrukar kroppen socker i form av glykogen och kroppen svettas ut elektrolyter (salter). Dessa behöver ersättas, att ersätta elektrolyter är särskilt viktigt vid långdistansträning eftersom kroppen då hinner tömma elektrolytdepåerna.
En sportdryck som uppfyller alla värden för återhämtning optimal finns enligt flera sportläkare inte än på marknaden. Olika läkare publicerade recept för att blanda den rätta drycken själv. I dryck som finns i handeln finns ofta vitaminer, aminosyror eller spårämnen som inte är nödvändiga och som gör produkten dyr.
Sportdrycker innehåller socker och är något sura vilket innebär att de kan orsaka karies och frätskador på tänderna. 

## Några exempel på sportdrycker
- Gatorade
- Powerade